# Every Girl You've Ever Loved
Every Girl You've Ever Loved è un singolo della cantautrice statunitense Miley Cyrus, pubblicato l'11 luglio 2025 come terzo estratto dal nono album in studio Something Beautiful.
Il brano vede la partecipazione vocale della modella britannica Naomi Campbell.

## Video musicale
Il video musicale, diretto dalla stessa Cyrus, Jacob Bixenman e Brendan Walter, è stato reso disponibile il 30 giugno 2025, in concomitanza con l'uscita dell'album Something Beautiful insieme ai visual di tutte le altre tracce dell'album.

## Tracce
Testi e musiche di Miley Cyrus, Michael Pollack, Shawn Everett, Alec O'Hanley, Jonathan Rado, Marie Davidson, David Dewaele, Stephen Dewaele, Pierre Guerineau e Molly Rankin.
12"
- Lato A

1. Every Girl You've Ever Loved (feat. Naomi Campbell) – 5:17

- Lato B

1. Every Girl You've Ever Loved (Instrumental) – 5:17
2. Every Girl You've Ever Loved (feat. Naomi Campbell) (Naomi's Acapella) – 2:15